# Casa al carrer dels Mestres Villà, 27 (el Masnou)
La casa al carrer dels Mestres Villà, número 27 és un edifici del municipi del Masnou (Maresme) protegit com a bé cultural d'interès local.
Es tracta d'un habitatge entre mitgeres que consta de planta baixa, dos pisos i golfes. Té dos eixos d'obertures de llinda plana amb un marcat ritme simètric. Destaca en un parament estucat totalment pla, un esgrafiat en forma de doble garlanda unida amb una corona floral a la part alta de la façana.